# Aethopyga
Aethopyga és un gènere d'acolorits ocells de l'ordre dels passeriformes i la família dels nectarínids (Nectariniidae), els membres de la qual són coneguts genèricament com a suimangues.
L'espècie tipus va ser designada com l'ocell del sol carmesí per George Robert Gray el 1855.

## Taxonomia
Segons la classificació del Congrés Ornitològic Internacional (versió 11.1, 2021) aquest gènere està format per 22 espècies.
- Aethopyga primigenia - suimanga de Hachisuka.
- Aethopyga boltoni - suimanga de Bolton.
- Aethopyga linaraborae - suimanga de Lina.
- Aethopyga flagrans - suimanga flamíger.
- Aethopyga guimarasensis - suimanga de clatell castany.
- Aethopyga pulcherrima - suimanga d'ales d'acer.
- Aethopyga jefferyi - suimanga de Luzon.
- Aethopyga decorosa - suimanga de Bohol.
- Aethopyga duyvenbodei - suimanga elegant.
- Aethopyga shelleyi - suimanga de Palawan.
- Aethopyga bella - suimanga orellut.
- Aethopyga gouldiae - suimanga de Gould.
- Aethopyga nipalensis - suimanga cuaverd.
- Aethopyga eximia - suimanga de flancs blancs.
- Aethopyga christinae - suimanga cuaforcat.
- Aethopyga saturata - suimanga d'armadura.
- Aethopyga siparaja - suimanga escarlata.
- Aethopyga magnifica - suimanga magnífic.
- Aethopyga vigorsii - suimanga de Vigors.
- Aethopyga mystacalis - suimanga de Java.
- Aethopyga temminckii - suimanga de Temminck.
- Aethopyga ignicauda - suimanga cua de foc.